# Weinreb酮合成
Weinreb酮合成（英語：Weinreb ketone synthesis，温勒伯酮合成法）或称Weinreb-Nahm酮合成，是有机化学中一种构建碳-碳键的有机反应。它由Weinreb酰胺（N-甲氧基-N-甲基酰胺，WAs）出发，经有机金属亲核试剂处理制备醛和酮。最初是由史蒂芬·M·温勒伯和史蒂芬·纳姆于1981年发现的酮合成方法，最初的报道由两个亲核酰基取代反应组成：由酰氯与N,O-二甲羟胺盐酸盐反应得到Weinreb酰胺，再使用有机金属试剂处理得即可。
Weinreb酮合成的特点在于，金属亲核试剂使用格氏试剂、有机锂试剂或磷叶立德时，可以成酮；使用过量的金属氢化物例如LAH或DIBAL，可以成醛；并且过量的金属试剂也不会使羰基被过度的还原为羟基。
以Weinreb-Nahm酰胺为原料的酮合成法被有机化学家们广泛使用，经常能发现含有此结构的天然产物，并能灵活地构建新的碳-碳键或是转化为其他官能团。此反应被用于许多合成中，例如大环内酯类免疫抑制剂Macrosphelide A和B、海洋天然产物大环内酯类Amphidinolide J和聚酮类抗生素Spirofungins A和B（见下文）。

## 机理
Weinreb和Nahm提出了以下反应机理来解释Weinreb-Nahm酰胺所表现出的特性，他们认为反应是通过一个假想的四面体中间体进行的（A），该四面体由于甲氧基的螯合作用而稳定，以解释羰基没有被进一步加成的原因，四面体仅能在低温下存在，并在加入酸性水溶液后转变为醛或酮，过量的金属试剂也被淬灭。
此种螯合作用的机理虽然在当时就得到了学界的认可，但直至2006年才经光谱和动力学分析研究证实。

## 特点
以Weinreb法合成醛酮有以下优点：
1. 相对于醛、酮制备中，常用的活泼的羧酸衍生物（如：酰氯），温勒伯酰胺稳定易贮藏；
2. 反应的条件较温和，操作简便，所用试剂如有机锂试剂、格氏试剂、金属氢化物等是实验室常用试剂；
3. 反应进程可控，加入过量的金属试剂会形成螯合物，反应生成稳定的四面体过渡态阻止羰基的后续加成；
4. 能广泛应用于羧酸及其衍生物的官能团转化，合成脂肪酮，α、β-不饱和烯酮，芳香酮，炔酮等，并且可在固相合成中实现。

在使用强碱性或空间位阻大的亲核试剂时，可能发生Weinreb酰胺中N-O键断裂的现象，导致发生脱甲氧基放出甲醛的副反应。此外，脱甲氧基反应在WAs参与的过渡金属催化加氢反应中也见报道。非金属的电中性超电子给体利用单电子转移过程，也可通过自由基机理发生N-O键的断裂。

## 制备
除上文所述的方法，Weinreb酰胺还可通过多种羧酸衍生物制备，如羧酸、酰氯、酯 ，所用试剂主要为有机铝试剂，如三甲基铝以及更加方便的二异丁基氢化铝等
。格氏试剂与N,O-二甲羟胺盐酸盐（MeO(Me)NH•HCl）再与酯或内酯反应，也可以得到Weinreb酰胺。
许多肽偶联试剂也用于从羧酸起始制备Weinreb酰胺，有多种碳二亚胺、1-羟基苯并三唑和三苯基膦为基底的偶联剂被专用于此合成目的。
史蒂芬·L·布赫瓦尔德报告了一种方便、直接的将芳基卤化物转化为芳基Weinreb酰胺的胺基羰基化反应（aminocarbonylation）。

## 范围
标准的Weinreb酮合成允许分子中含有各种官能团，包括α-卤素、N-保护的氨基酸、α,β-不饱和键、硅醚、各种内酯或内酰胺结构、磺酸酯或亚磺酸酯和膦酸酯 。亲核试剂最常用的是有机锂试剂和格氏试剂，主要是脂肪族、乙烯基、芳香基和炔基亲核体。
Weinreb-Nahm酰胺在复杂天然产物分子的合成中有重要应用，是许多碎片分子的重要偶联剂。下图中为大环内酯类分子Amphidinolide J、Macrosphelide A和B和聚酮类分子Spirofungins A和B在合成过程中涉及Weinreb酰胺的关键步。

## 反应变体
当受底物中其他官能团的限制而无法使用金属氢化物或格氏试剂时，可以通过Wittig反应得到α,β-不饱和WAs，随后经酸性水溶液处理得到醛或酮。在实际应用中，有报道使用含叶立德Weinreb酰胺与单糖进行Wittig反应构建C-C键，再将修饰后的Weinreb酰胺与芳基格氏试剂反应，得到了具抗癌活性的二苯酮衍生物Phenstatin类似物。
Conrad等人开发了一种一锅法由芳卤合成α-氨基芳基酮的方法，该方法可以保留原始酰胺的手性 ：
对多元Weinreb酰胺分子，能够作为合成CO2 和二酮的合成子 ：
斯蒂芬·G·戴维斯设计了一种手性助剂，它是Weinreb酰胺的等价物，结合了Weinreb酰胺和Myers的伪麻黄碱手性助剂的功能性，可以进行高非对映选择性的烯醇烷基化反应，随后能裂解为相应的对映体醛或酮。